# 和静镇
和静镇，是中华人民共和国新疆维吾尔自治区巴音郭楞蒙古自治州和静县下辖的一个乡镇级行政单位。

## 行政区划
和静镇下辖以下地区：
克再东路社区、克再西路社区、建设路社区、光明路社区、团结西路社区、团结东路社区、查汗通古北路社区、查汗通古南路社区、阿尔夏特社区、跃钢副业大队社区、拉布润社区、克再村、夏尔布鲁克村、巩哈拉村和查汗通沟村。